# Кривлянский сельсовет
Кривлянский сельсовет — административная единица на территории Жабинковского района Брестской области Белоруссии. Население — 1765 человек (2019).

## История
12 октября 1940 года был создан Глубоковский сельсовет в составе Жабинковского района Брестской области БССР. Центр — деревня Глубокое. 16 июля 1954 года сельсовет был переименован в Кривлянский, центр перенесён в деревню Кривляны. С 8 августа 1959 года в составе Каменецкого района, с 25 декабря 1962 года — в составе Кобринского района, с 30 июля 1966 года в составе восстановленного Жабинковского района. 11 мая 2012 года в состав сельсовета включены некоторые населённые пункты упразднённого Яковчицкого сельсовета.

## Население
Население сельсовета согласно переписи 2009 года (15 населённых пунктов) — 1362 человека, из них 87,4 % — белорусы, 8,1 % — украинцы, 3,2 % — русские. В 2019 году проживало 1765 человек.

## Состав
В состав сельсовета входят 2 агрогородка, 21 деревня и 1 хутор:
- Багны — деревня
- Балевщина — деревня
- Большие Сехновичи — деревня
- Борздилы — деревня
- Бояры — деревня
- Вандалин — деревня
- Вежки — деревня
- Глубокое — деревня
- Горелки — деревня
- Грицевичи — деревня
- Корды — деревня
- Коренево — хутор
- Кривляны — агрогородок
- Малые Яковчицы — деревня
- Матеевичи — агрогородок
- Матясы — деревня
- Можейки — деревня
- Новые Дворы — деревня
- Огородники — деревня
- Свищи — деревня
- Семёновцы — деревня
- Столпы — деревня
- Ханьки — деревня
- Шеди — деревня